# Catamecia minima
Catamecia minima là một loài bướm đêm trong họ Noctuidae.